# 이훈이
사토 마사오(일본어: 佐藤 マサオ, 한국어 더빙명: 이훈이)는 《짱구는 못말려》에 나오는 등장인물로, 신짱의 친구이다. 성우는 이치류사이 테이유우 / 정혜옥(투니버스, 극장판), 김미정(SBS), 이자옥(MBC)이다. 현재는 떡잎마을 방범대 소속이다.

## 성격
짱구와 다른 불량 유치원생들 때문에 매일 괴롭힘 당하며, 별로 슬프지 않은 일에도 매우 잘 우는 울보인데다가 아무것도 아닌 것에 겁을 먹는 겁쟁이다. 왕따(따돌림)가 매우 심하다. 하지만 나쁜 마음을 먹거나 자신보다 만만한 사람 앞에서는 성격이 돌변하기도 한다. 유리의 리얼소꿉놀이에 매우 괴로워하고 있으며, 수지를 위해서라면 뭐든지 할 수 있을 정도이다. 하지만 수지는 오히려 짱구을 짝사랑하고 있어 매번 용기 내어 하는 말마다 철저히 무시당한다. 어떻게 보면, 떡잎마을 방범대 중 가장 불쌍한 인물일 것이다. 또한 동물들한테 공격을 많이 당해 인기가 없고, 적도 많아 물건을 자주 뺏기는 편이다(장미반, 초등학생 불량배(일진, 양아치), 그외에도 많다. ). 그럴 때마다 짱구가 도와준다. 성대모사를 잘하지만, 유리 흉내를 내다가(특히 소꿉놀이 장면, 심지어는 유리가 토끼인형 때리는 행동도 흉내냈다.) 오히려 유리에게 당한 적이 있다. 그림을 잘 그린다.
짱구는 못말려 극장판: 초시공! 태풍을 부르는 나의 신부편에서 어른이 된 훈이가 등장하는데 만화가가 되려고 했지만, 능력이 부족해서 결국 실패하면서 방황하며 살고 있다.

## 캐릭터성의 변화
짱구는 못말려 극장판: 태풍을 부르는 영광의 불고기 로드에서 스위트 보이즈에게 짱구를 팔아넘겼다는 이유로 훈발놈, 훈레기 등의 불명예스러운 별명이 생겼고, 이로 인하여 네티즌들 사이에서는 악역 등 부정적인 캐릭터로 뽑히기도 했다.